# Partners voor Zuid-Zuid Samenwerking
Het ontwikkelingsprogramma Partners voor Zuid-Zuid Samenwerking is een partnerschap tussen Benin, Bhutan en Costa Rica, met een startsubsidie van 13,2 miljoen dollar van het Ministerie van Buitenlandse Zaken van Nederland.
De landen bieden elkaar oplossingen voor problemen met armoede, vrouwenrechten en klimaatverandering. Dit wijkt af van de traditionele manier van ontwikkelingssamenwerking, waarbij rijke landen geld en kennis sturen naar de ontwikkelingslanden.
Deskundigen uit Bhutan leerden aan collega’s in Costa Rica de voordelen van Bhutaanse rode rijst. Costa Rica introduceerde de biologische ananas in Benin. Zo zijn er totaal 34 projecten van start gegaan. Het ontwikkelingsprogramma liep van 2007 tot en met 2010. Sindsdien gaat de samenwerking onafhankelijk verder met de drie betrokken landen.
Volgens Marianella Feoli, hoofd van het programma-secretariaat in Costa Rica heeft het programma een tastbaar verschil gemaakt in Benin, Bhutan en Costa Rica. De midterm evaluatie stelde dat de wederkerigheid van de hulp een groot pluspunt is.
De projecten hebben volgens deze evaluatie de positie van de vrouw versterkt, inkomsten opgeleverd voor arme boeren, mangrove ecosystemen beschermd, geleid tot minder gebruik van kunstmest, verspreiding van zonnepanelen en betere hygiëne in arme gemeenschappen en meer. Zo zijn honderden banen gecreëerd en steeg de welvaart van arme boeren en anderen.

## Voorbeelden van projecten
- Benin leerde aan Costa Rica de waarde van eetbare insecten;
- Costa Rica leerde Benin de teelt van biologische ananassen;
- Costa Rica leerde van Bhutan de economische waarde van Bhutaanse rode rijst, wat voorheen werd beschouwd als onkruid. Bhutaanse rode rijst wordt nu geteeld in Costa Rica;
- Benin en Costa Rica profiteerden van Bhutans enorme kennis over de teelt van paddenstoelen. In plaats van alleen de champignon, telen en verkopen ze nu ook Shiitake.
- Promotie van duurzame cultureel toerisme door volks- en multiculturele muziek.
- Behoud en duurzaam beheer van mangroven.
- Ontwikkeling van standaarden voor middelgrote en kleine eco-vriendelijke bedrijven van vrouwen.
- Ontwikkeling van niet-houten bosproducten.
- Ontwerp en uitvoering van een geïntegreerd en duurzaam systeem voor vaste afvalstoffen.

## Begunstigden
Voornaamste begunstigden zijn de burgers in de partnerlanden, vooral de plattelandsgemeenschappen, vrouwen, micro- en kleine bedrijven, consumenten, energiegebruikers, kleine boeren en bosbewoners. Secundaire begunstigden zijn de deelnemersorganisaties (zoals coöperaties, verwante bedrijven, marketingbedrijven), ontwikkelings- en milieu-instellingen, lokale autoriteiten, academische en onderzoeksinstellingen en private bedrijven.

## Resultaat
- 4862 nieuwe banen gecreëerd
- Hoger jaarloon voor 4303 families
- Oprichting van 139 nieuwe bedrijven en 351 nieuwe producten en diensten
- Training voor 3594 mensen over onderwerpen zoals management- en marketingvaardigheden, duurzame landbouwtechnologieën en afvalbeheer
- 700 mensen volgden de workshops over behoud van mangrove ecosystemen
- 60 ton afval per maand duurzaam beheerd dankzij de bouw van vaste afvalcentra en recyclingtraining
- 1953 boeren met 716 hectare stapten over op biologische landbouw
- Eco-vriendelijke technologieën geïntroduceerd bij 3891 huishoudens
- Herbebossing van 27 hectare mangrove en het planten van 122.000 bomen
- Verdeling van goedkope fotovoltaïsche systemen, apparatuur op zonne-energie, duurzame batterijen, inzamelmanden voor batterijen en goedkope ovens op zonne-energie.

## Geschiedenis
Tijdens de World Summit on Sustainable Development (WSSD) in Johannesburg in 2002, gingen Benin, Bhutan en Costa Rica een strategisch partnerschap aan voor samenwerking op het gebied van duurzame ontwikkeling. Ze tekenden een akkoord op 31 augustus 2002.
In mei 2005 creëerden ze het Programma voor Zuid-Zuid Samenwerking voor Duurzame Ontwikkeling van Benin, Bhutan en Costa Rica. De naam is in 2011 veranderd in Partners voor Zuid-Zuid Samenwerking.

## Bestuur
Het Gezamenlijk Comité bestaat uit vertegenwoordigers uit elk land en geeft politieke steun en beleidsrichting. Het Gezamenlijk Comité komt minstens eenmaal per twee jaar bijeen.
De Bestuursraad bestaat uit drie vertegenwoordigers van Benin, Bhutan en Costa Rica. De raad komt tweemaal per jaar bijeen. Het beslist over het beleid en over de toewijzing van gelden voor projecten.
Het Secretariaat wordt verzorgd door het zogeheten Nationale Mechanisme van Costa Rica. Het secretariaat heeft als taak om de voorstellen uit te voeren, te monitoren, te betalen en te evalueren en te zorgen voor externe relaties.
Het Nationaal Mechanisme is de sleutelinstellingen op nationaal niveau. Costa Rica: Fundecooperación para el Desarrollo Sostenible. Benin: Centre de Partenariat et d’Expertise pour le Développement Durable. Bhutan: Sustainable Development Secretariat

## Prijs
In 2010 kreeg het project de 'South-South Cooperation Award' van het Ontwikkelingsprogramma van de Verenigde Naties (UNDP) in de categorie Partnership. Het juryrapport: "Het programma heeft de inspanningen toegespitst op drie componenten van duurzame ontwikkeling: economische ontwikkeling, sociale ontwikkeling en milieubescherming. In de wijde variatie van projecten, waaronder behoud van en duurzaam gebruik van biodiversiteit, duurzame landbouw en ontwikkeling van goedkope herbruikbare technologieën, is het wereldwijde denken vertaald in lokale prestatie door de inwoners van drie landen op drie verschillende continenten.

## Media
Het project kreeg aandacht op 25 en 26 januari 2011 in het Reformatorisch Dagblad en Radio Nederland Wereldomroep.
Deze berichten citeren Mirjam van Reisen, directeur van ontwikkelingsorganisatie EEPA en hoogleraar Maatschappelijk Verantwoord Handelen van de Universiteit Tilburg. Van Reisen noemt het programma Partners voor Zuid-Zuid samenwerking een innovatief project. Volgens haar is de Europese Unie mede dankzij dit idee bezig om geld vrij te maken voor meer van zulke Zuid-Zuidprojecten.